# Ao Ao

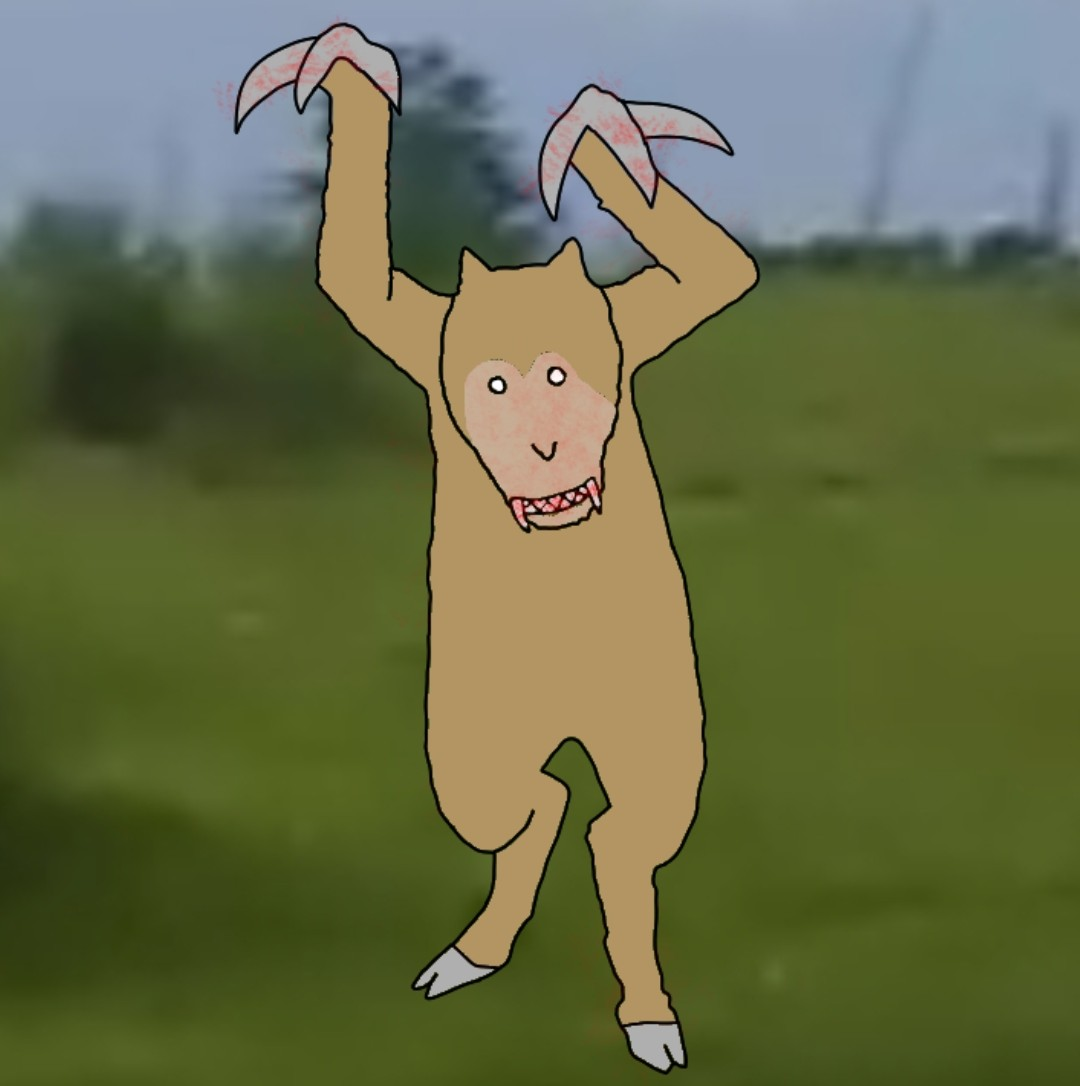
Dibujo del Ao ao

El Ao Ao es el sexto hijo de Tau y Keraná y uno de los siete monstruos legendarios de la mitología guaraní. Habita en los cerros y montañas del Paraguay.

## Mitología
Es el sexto hijo de Taú y Keraná, uno de los siete monstruos legendarios del Paraguay.

Afiches con dibujos de Kurupí (izquierda) y Ao Ao (derecha)

El origen del nombre de Aó-Aó es onomatopéyico, es como se llaman uno al otro los miembros de la manada para atacar a sus presas.
El Ao Ao es una especie de animal cuadrúpedo, con un gran parecido en su pelaje al de una oveja, pero con la cabeza más parecida a la de un  jabalí; de tamaño mucho mayor y terriblemente feroz. Habitante de las zonas más inhóspitas de los cerros y montañas del Paraguay. Por su capacidad de reproducirse solo, es considerado como una deidad de la fecundidad. El Ao Ao es una bestia come hombres, y está armado de poderosas garras con las cuales devora a cualquier persona que encuentre en su camino. 
Como se menciona con anterioridad es denominado señor de los cerros y montañas, del que nadie puede salvarse, ni bajo tierra ni en los árboles. Puede tener varios hijos, todos devoran a los hombres y feroces como él. Cuando salen en manadas, persiguen a las personas y si estas tratan de salvarse trepando a los árboles, los Ao Ao van a rodearlas en un círculo y a los gritos de ¡aó-aó-aó-aó! Cavaran las raíces de los árboles, los derriban y devoran a sus víctimas. La única salvación contra este engendro es subir a una planta de pindó (mbokaja akã, en guaraní), pues con la palmera no puede, al ser un árbol sagrado del Calvario, bendecido por Tupã por ser la única planta que alimentó al niño Jesus por los duros caminos de Egipto.

## Apariencia física
El Ao ao es una especie de animal cuadrúpedo, con un gran parecido en su pelaje al de una oveja, pero con la cabeza parecida a la de un jabalí.
Utiliza su parentesco con las ovejas para engañar y atraer a sus víctimas.
Posee una garras del largo de una mano humana, y del filo de un cuchillo, con el cual puede cavar y derribar árboles fácilmente. Posee ojos, dientes largos, y orejas cortas. En sus pies posee pezuñas de oveja con las que puede correr muy rápido en busca de atrapar a su víctima.